# Sungmin
Lee Sung-min (hangul: 이성민; Ilsan, Goyang, Gyeonggi, 1 de enero de 1986), más conocido como Sungmin, es un cantante, bailarín, actor y multinstrumentista surcoreano, es miembro de la popular boyband surcoreana Super Junior, así como sus subunidades Super Junior-M. Sin embargo, desde 2015 se mantiene inactivo en el grupo. En enero de 2018 abrió su canal personal de YouTube conocido como Liu Studio, en el que inició un proyecto musical titulado Milky Wave y produjo diversas canciones. En noviembre de 2019 debutó como solista con su miniálbum titulado Orgel.

## Biografía

### Primeros años y predebut
Sungmin, nació en Ilsan el distrito de Goyang, Gyeonggi. Tiene un hermano más joven, Lee Sungjin. En 2001 entró a "SM Youth Best Contest" y ganó el primer lugar en el "Best Outward Appearance" con su futuro compañero de grupo Donghae. Juntos, firmaron un contrato con SM Entertainment y empezó a recibir clases de canto, baile y actuación.
En 2002, Sungmin fue brevemente colocado en un proyecto de R&B con Xiah Junsu y su futuro compañero de grupo Eunhyuk. Junto con Typhoon, Rose, y Attack (TRAX), seis de ellos hicieron su primera aparición en televisión en un programa llamado Heejun vs. Kangta, Battle of the Century: Pop vs. Rock, Hee-jun enseñó a Typhoon, Rose, and Attack la forma adecuada de cantar rock, mientras que a Sungmin, Xiah Junsu y Eunhyuk se les enseñó otras técnicas de canto con Kangta.
Los seis alumnos fueron separados rápidamente un año más tarde, sin embargo, Typhoon, Rose, y Attack debutaron como miembros de la banda de rock TRAX, Xiah debutó como miembro de TVXQ. Sungmin y Eunhyuk se unieron a diez estudiantes más y formaron el grupo Super Junior 05, la primera generación de Super Junior. Justo antes del debut de Super Junior 05, Sungmin hizo una breve aparición en el drama de MBC, Sisters of the Sea, en el papel del joven Kang Dong-shin.

### Super Junior
Super Junior 05, debutó oficialmente el 6 de noviembre de 2005, en el programa de música Popular Songs de SBS, realizando su primer sencillo, TWINS (Knock Out). Su debut atrajo a más de 500 aficionados y también obtuvo los espectadores de China y Japón. Un álbum de estudio fue liberado un mes más tarde, que debutó en el puesto # 3 en el MIAK K-pop, la lista mensual de álbumes pop.
En marzo de 2006, SM Entertainment comenzó a reclutar nuevos miembros para la próxima generación de Super Junior. Sin embargo, los planes cambiaron cuando la compañía agregó en un decimotercer miembro, Kyuhyun, y la empresa declaró que no agregaría más miembros a Super Junior. El grupo abandonó el sufijo "05" y se convirtió oficialmente acreditado como Super Junior.
El nuevo grupo tuvo un gran éxito después de que lanzó su primer CD sencillo U en el verano siguiente, que se convirtió en el sencillo más exitoso de Super Junior en las listas de música hasta el lanzamiento de Sorry, Sorry en marzo de 2009.

### Subgrupos
Durante su carrera con Super Junior, Sungmin fue puesto en dos subgrupos, grupos más pequeños que se separaron del grupo más grande de Super Junior.
- Super Junior-T: Grupo conocido por cantar música trot, un antiguo estilo de música coreana.[9]
- Super Junior-Happy: Canta música bubblegum pop, su estilo divertido y alegre.
- Super Junior-M: Grupo exclusivo para China.
- Wonder Boys: Versión masculina de la So Nyeo Shi Dae y Wondergirls.
- Boys Generation: Versión KBS de los ya míticos Wonder Boys de la SBS.

### Actuación
Sungmin desempeñado el papel del joven Kang Dong-shi en el drama Sea of the Sisters de MBC a principios del 2005, justo antes del debut de Super Junior. Un año más tarde, Sungmin fue invitado a protagonizar en SBS Banjun Theatre el drama Finding Lost Time y jugó el papel como el amigo de instituto de Micky (Micky YooChun).
La primera película de Sungmin fue Attack on the Pin-Up Boys, una producción de SM Pictures que se estrenó por primera vez en julio de 2007, donde interpretó el papel de un joven atractivo, que es atacado por una persona desconocida.
A principios de 2008, Sungmin participó en un drama de media hora, Super Junior Unbelievable Story, con Leeteuk.
En el año 2010 tuvo un papel principal en el dorama President.

## Vida personal
Estudió Cine Musical en la Universidad Myongji.
Sungmin confirmó que mantenía una relación con su compañera de Musical Kim Sa-eun, tiempo más tarde informó que estaban comprometidos, contrajeron nupcias  el 13 de diciembre de 2014. En julio de 2024 anunció que él y su esposa estaban esperando a su primer hijo. En septiembre se convirtieron en padres de un niño.
Sungmin se enlistó el 31 de marzo de 2015 y fue liberado de El Servicio Militar Obligatorio el 30 de diciembre de 2016.

## Discografía
Más información: Discografía de Super Junior

### Miniálbum (EP)
| Año  | Título | Detalles                                                                                |
| ---- | ------ | --------------------------------------------------------------------------------------- |
| 2019 | Orgel  | - Lanzamiento: 22 de noviembre - Discográfica: Label SJ - Formato: CD, Descarga digital |

### Bandas sonoras y colaboraciones
| Año  | Canción           | Álbum                   | Artista(s)      |
| ---- | ----------------- | ----------------------- | --------------- |
| 2007 | Power             | Student's Cheer Song    | Sungmin         |
| 2008 | For Tomorrow      | ROCK&GO                 | Sungmin, Moeyan |
| 2008 | Now We Go to Meet | Sanggeunie's Hope Album | Yesung, Sungmin |
| 2009 | I Akilla You      | The Royal Musical OST   | Sungmin         |
| 2012 | Oh Wa             | We Need a Fairy OST     | Sungmin         |
| 2017 | Day Dream         | SMStation Season 2      | Sungmin         |

## Filmografía
Más información : Filmografía de Super Junior

### Cine, dramas y programas de variedades
| Año                     | Título                                                   | Notas                                   |
| Películas               | Películas                                                | Películas                               |
| ----------------------- | -------------------------------------------------------- | --------------------------------------- |
| 2007                    | Attack on the Pin-Up Boys 꽃미남 연쇄 테러 사건          |                                         |
| 2010                    | Super Show 3 3D                                          |                                         |
| 2012                    | I AM. - SM Town Live World Tour in Madison Square Garden |                                         |
| 2013                    | Super Show 4 3D                                          |                                         |
| Dramas                  |                                                          |                                         |
| 2005                    | Sisters of the Sea 자매바다                              | Kang Dong-shin                          |
| 2005                    | Charnel House Boy                                        | Jugador de béisbol                      |
| 2006                    | Banjun Drama                                             | Mejor amigo de Yoochun                  |
| 2010-2011               | The President                                            | Jang Sung-min                           |
| Programas de variedades |                                                          |                                         |
| 2006                    | Finding Lost Time                                        |                                         |
| 2005-2006               | Hello Chat                                               |                                         |
| 2008                    | Super Junior Unbelievable Story                          |                                         |
| 2008                    | Idol Show 1                                              | Con Super Junior-H.                     |
| 2009                    | Sunday Sunday Night- 'Oppa Band'                         |                                         |
| 2009                    | Miracle                                                  | con Eunhyuk, Leeteuk, Kang-in, Shindong |
| 2012                    | Hello Counselor                                          | Ep. 85 y 100 - Invitado                 |
| 2017                    | SJ Returns 1                                             | Cameo                                   |

### Radio
| Fecha                                                                                        | Nombre                           | Notas                  |
| Del 4 de junio de 2007 – 3 de febrero de 2008 Del 3 de febrero de 2008 – 30 de julio de 2008 | Reckless Radio (천방지축 라디오) | con Sooyoung con Sunny |